# Babur
Babur (også Babar eller Baber, oversat både som "Tigeren" og "Leoparden") (egl. Zahir-ud-din Mhuhammed), 14. februar 1483-26. december 1530 var indisk stormogul 1526-1530 og grundlægger af Mogulriget.
Babur som var efterkommer af Timur Lenk, var oprindelig hersker i fyrstendømmet Ferghana i det senere Usbekistan, men blev som mindreårig fordrevet fra landet og førte derefter kampe i området for at finde nye erobringer. 1504 erobrede han Kabul som gennem tyve år var hans magtbase og bragte ham ind i indisk magtpolitik.
1526 foretog han et fremstød mod Delhi-sultanatet som gjorde ham til herre over Nordindien. Hans hær slog først modstanderne ved Panipat 21. april 1526 og året efter ved Khanwa (Khanua), hovedsagelig takket være anvendelse af ildvåben og rytteri, og dermed grundlagdes mogulernes indiske herredømme bl.a. over Delhi. Det lykkedes ham dog ikke at skabe en fast administration før sin tidlige død.
Babur regnedes for en betydelig militær begavelse med intellektuelle interesser. Han har skrevet en interessant selvbiografi, hvori han, subjektivt, beskriver sin karriere og politiske synspunkter.